# 이원우 (농구인)
이원우(李原宇, 1958년 8월 19일 ~ 2004년 5월 24일)는 대한민국의 전 농구 선수 및 농구 감독이다. 선수 시절 상대의 허를 찌르는 감각적인 플레이와 적시적소에 나오는 날카로운 가로채기로 인해 '코트의 여우'라는 별명으로 불렸다.

## 생애
광신상업고등학교를 졸업했으며, 경희대학교 무역학과를 거쳐 1981년 현대전자 실업농구단에 입단하였다. 이후 이충희 · 박수교 등과 함께 팀의 슈팅 가드로서 3회 우승에 기여했으며, 1988년 하계 올림픽 및 1986년과 1990년 FIBA 세계 선수권 대회에 국가대표팀의 일원으로 참가하였다. 그 뒤 1994년 은퇴를 선언하였다.
은퇴 이후 현대그룹 홍보실 차장으로 있었으며, 1995년 뇌종양 진단을 받고 투병 생활을 하였다. 그 뒤 1996년 병이 호전되어 대전고등학교 농구부 코치로 부임했으나, 1997년 다시 병이 재발하여 입원한 뒤 투병 생활을 지속하였다. 이후 2001년 자신의 재활에 도움을 준 연세재활병원 서울비전 휠체어농구단에서 무보수로 감독 생활을 했으며, 2002년 아시아태평양장애인경기대회 당시 휠체어 농구 국가대표팀 감독을 맡아 팀이 은메달을 따는 데 공헌하였다.
이후 병이 악화되어 2004년 5월 24일 사망했다.